# Jacques Bertillon
Jacques Bertillon (n. 11 noiembrie 1851, Paris - d. 7 iulie 1922, Valmondois) a fost un medic, demograf, matematician și statistician francez. 

## Biografie
Fiu al statisticianului Louis-Adolphe Bertillon și al Marguerite Zoé Guillard precum frate mai mare al lui Alphonse Bertillon, i-a urmat tatălui său la conducerea serviciului municipal de statistică al orașului Paris. 
În funcția de șef al Oficiului de Statistică al orașului Paris, Bertillon a inițiat, la început împreună cu epidemiologul William Farr (1807-1883), un proiect de statistică medicală pe baza cauzelor a morții în orașul Paris, pentru a crea un sistem cu adevărat valabil pentru toate țările cu o nomenclatură generală a cauzelor decesului. Sistemul este numit „Nomenclatorul internațional al cauzelor morții” sau „Clasificarea Bertillon”, (în engleză: International List of Causes of Death, ICD) Prima ediție a fost publicată în 1893. Această clasificare a fost predecesoarea a Clasificării internaționale a bolilor.